# Lígia Fonseca
Lígia Arcângela Lubrino Dias Fonseca  (Beira, 24 de agosto de 1963) é uma advogada cabo-verdiana e antiga primeira-dama de Cabo Verde, entre 2011 e 2021.

## Biografia
Filha de Canta Dias e Máximo Dias, em 1987 forma-se em Direito, pela Faculdade de Direito da Universidade de Lisboa; conheceu Jorge Carlos Fonseca na faculdade, com quem se casa no ano de 1989.
Em Macau, trabalhou no setor público, na área de preparação de processos legislativos, tendo exercido funções de técnica do Gabinete dos Assuntos Jurídicos, no ano de 1989, e de técnica do Gabinete para a Modernização Legislativa, no ano de 1990.
Desde 1991 que vem exercendo a advocacia na cidade da Praia. Foi a primeira Bastonária da Ordem dos Advogados de Cabo Verde, função para que foi eleita pelos seus pares em 2001 e que exerceu até 2004.
Participou da elaboração de alguns dos mais importantes e estruturantes diplomas jurídicos de Cabo Verde, como, por exemplo, o Código das Empresas Comerciais (1999), o Código do Mercado de Valores Mobiliários (2012), o Código Penal (2003) e a Lei dos Portos (2009).
Em 22 de novembro de 2017, foi agraciada com a Grã-Cruz da Ordem do Infante D. Henrique, de Portugal, por ocasião da visita de Estado a Lisboa, juntamente com seu marido.

## Obras e literatura
- "Guia dos Direitos da Mulher", em co-autoria, ICF, Praia (1997) e tem vários artigos publicados em revistas e jornais de Cabo Verde.